# Lista över fornlämningar i Linköpings kommun (Ledberg)
Lista över fornlämningar i Linköpings kommun (Ledberg) är en förteckning av ett urval av de fornlämningar som finns i Ledberg i Linköpings kommun.
| Namn                         | Lämningstyp             | Tillkomsttid | Historisk indelning   | Plats | Läge                 | ID-nr          | Bild                                      |
| ---------------------------- | ----------------------- | ------------ | --------------------- | ----- | -------------------- | -------------- | ----------------------------------------- |
| Ledberg 1:1                  | Stensättning            |              | Ledberg, Östergötland |       | 58.450393, 15.450822 | 10045900010001 | Ladda upp en bild av detta fornminne      |
| Ledberg 1:2                  | Stensättning            |              | Ledberg, Östergötland |       | 58.450721, 15.450623 | 10045900010002 | Ladda upp en bild av detta fornminne      |
| Ledberg 1:3                  | Stensättning            |              | Ledberg, Östergötland |       | 58.450873, 15.450406 | 10045900010003 | Ladda upp en bild av detta fornminne      |
| Ledberg 2:1                  | Stensättning            |              | Ledberg, Östergötland |       | 58.453101, 15.456236 | 10045900020001 | Ladda upp en bild av detta fornminne      |
| Ledberg 3:1                  | Gravfält                |              | Ledberg, Östergötland |       | 58.455040, 15.455141 | 10045900030001 | Ladda upp en bild av detta fornminne      |
| Domarekullen (Ledberg 4:1)   | Gravfält                |              | Ledberg, Östergötland |       | 58.457504, 15.454086 | 10045900040001 | Ladda upp en bild av detta fornminne      |
| Ledbergs kulle (Ledberg 5:1) | Hög                     |              | Ledberg, Östergötland |       | 58.440557, 15.449352 | 10045900050001 | Ladda upp en till bild av detta fornminne |
| Ledbergsstenen (Ledberg 6:1) | Runristning             |              | Ledberg, Östergötland |       | 58.442252, 15.446897 | 10045900060001 | Ladda upp en till bild av detta fornminne |
| Ledberg 7:1                  | Hög                     |              | Ledberg, Östergötland |       | 58.443055, 15.449693 | 10045900070001 | Ladda upp en bild av detta fornminne      |
| Ledberg 8:1                  | Stensättning            |              | Ledberg, Östergötland |       | 58.445133, 15.438314 | 10045900080001 | Ladda upp en bild av detta fornminne      |
| Ledberg 8:2                  | Stensättning            |              | Ledberg, Östergötland |       | 58.445112, 15.437934 | 10045900080002 | Ladda upp en bild av detta fornminne      |
| Ledberg 8:3                  | Stensättning            |              | Ledberg, Östergötland |       | 58.445061, 15.437634 | 10045900080003 | Ladda upp en bild av detta fornminne      |
| Ledberg 8:4                  | Stensättning            |              | Ledberg, Östergötland |       | 58.445118, 15.437339 | 10045900080004 | Ladda upp en bild av detta fornminne      |
| Ledberg 9:1                  | Gravfält                |              | Ledberg, Östergötland |       | 58.449187, 15.416283 | 10045900090001 | Ladda upp en bild av detta fornminne      |
| Ledberg 10:1                 | Gravfält                |              | Ledberg, Östergötland |       | 58.449308, 15.419221 | 10045900100001 | Ladda upp en bild av detta fornminne      |
| Ledberg 13:1                 | Runristning             |              | Ledberg, Östergötland |       | 58.456110, 15.452775 | 10045900130001 | Ladda upp en till bild av detta fornminne |
| Ledberg 14:1                 | Stensättning            |              | Ledberg, Östergötland |       | 58.455972, 15.452803 | 10045900140001 | Ladda upp en bild av detta fornminne      |
| Ledberg 32:1                 | Grav- och boplatsområde |              | Ledberg, Östergötland |       | 58.431813, 15.461589 | 10045900320001 | Ladda upp en bild av detta fornminne      |
| Ledberg 36:1                 | Hög                     |              | Ledberg, Östergötland |       | 58.434809, 15.458783 | 10045900360001 | Ladda upp en bild av detta fornminne      |
| Ledberg 40                   | Stensättning            |              | Ledberg, Östergötland |       | 58.445560, 15.438525 | 12000000043245 | Ladda upp en bild av detta fornminne      |
| Rappestad 1:1                | Gravfält                |              | Ledberg, Östergötland |       | 58.434905, 15.437137 | 10047500010001 | Ladda upp en bild av detta fornminne      |